# Кравари (община Улцин)
Вижте пояснителната страница за други значения на Кравари.
Кравари (на сръбски: Кравари) е село в Черна гора, част от Община Улцин. То е равнинно.
Населението на селото през 2011 година е 617 души. Всичките му жители са се декларирали като албанци.
|  | Тази страница частично или изцяло представлява превод на страницата „Кравари“ в Уикипедия на сръбски. Оригиналният текст, както и този превод, са защитени от Лиценза „Криейтив Комънс – Признание – Споделяне на споделеното“, а за съдържание, създадено преди юни 2009 година – от Лиценза за свободна документация на ГНУ. Прегледайте историята на редакциите на оригиналната страница, както и на преводната страница, за да видите списъка на съавторите. ВАЖНО: Този шаблон се отнася единствено до авторските права върху съдържанието на статията. Добавянето му не отменя изискването да се посочват конкретни източници на твърденията, които да бъдат благонадеждни. |